# Thủy điện Ngòi Phát
Thủy điện Ngòi Phát là thủy điện xây dựng trên dòng ngòi Phát tại vùng đất các xã Bản Vược, Cốc Mỳ và Bản Xèo huyện Bát Xát tỉnh Lào Cai, Việt Nam .
Thủy điện Ngòi Phát có công suất lắp máy 72 MW với 3 tổ máy, khởi công năm 2004, tái khởi động tháng 6/2013, khánh thành tháng 11/2014.
Đường hầm dẫn nước dài 9.137 m đưa tới nhà máy điện 22°36′18″B 103°47′40″Đ / 22,605099°B 103,794472°Đ.
Thủy điện Ngòi Phát mở rộng nâng công suất lắp máy lên 84 MW (thêm 12 MW), sản lượng điện hàng năm 400 triệu kWh, khởi công tháng 9/2017 , hoàn thành tháng 5/2020.

## Tác động môi trường dân sinh
Dự án khởi công năm 2003, nhưng do tác động của suy thoái kinh tế toàn cầu và những khó khăn kinh tế trong nước, dự án bị gián đoạn một thời gian khá dài và được tái khởi động vào tháng 6/2013 .

### Về mục đường hầm dài nhất Việt Nam
Thủy điện Ngòi Phát có đường hầm dẫn nước dài 9.137 m, được một số người coi là dài nhất Việt Nam năm 2014 . Tuy nhiên điều này không chính xác.
Đầu năm 2008 Thủy điện Đại Ninh công suất lắp máy 300 MW ở huyện Đức Trọng tỉnh Lâm Đồng hoàn thành, có đường hầm áp lực dài nhất, là 11,2 Km và đoạn đường ống áp lực bằng thép dài 1,818 km.
Từ năm 2016 đến nay (2020) đường hầm áp lực dài nhất là 20 km ở Thủy điện Thượng Kon Tum công suất 220 MW hoàn thành cuối năm 2016.

## Ngòi Phát
Ngòi Phát là phụ lưu cấp 1 của sông Hồng chảy ở huyện Bát Xát tỉnh Lào Cai, Việt Nam .
Ngòi Phát khởi nguồn từ hợp lưu các suối ở thung lũng xã Mường Hum, trong đó dòng dài nhất là suối Pờ Hồ bắt nguồn từ dãy núi cao 22°24′35″B 103°36′50″Đ / 22,40972°B 103,61389°Đ là ranh giới tỉnh Lào Cai và Lai Châu, chảy hướng bắc-đông bắc.
Từ thung lũng xã Mường Hum 22°31′35″B 103°41′56″Đ / 22,52639°B 103,69889°Đ sông có tên là sông Mường Hum, chảy hướng đông bắc.
Sông chảy qua các xã Bản Xèo, Dền Thàng, rồi là ranh giới hai xã Bản Vược và Cốc Mỳ, và đổ vào sông Hồng bên bờ phải 22°37′14″B 103°49′11″Đ / 22,62056°B 103,81972°Đ.
Cách cửa sông 2 km là mỏ đồng Sin Quyền nằm hai bên sông, là mỏ đồng lớn nhất Việt Nam.
Thủy điện Mường Hum công suất 32 MW đã xây dựng trên sông Mường Hum tại xã Bản Xèo và Dền Thàng, khởi công tháng 5/2008 hoàn thành tháng 3/2011 .

## Chỉ dẫn
- Trong tiếng Việt thì "Ngòi" có nghĩa là sông, suối.

1. 1 2  Ngòi Phát được viết trong văn liệu về thủy điện là sông Ngòi Phát. Theo Bản đồ tỷ lệ 1:50.000 tờ F-48-28 C & D, Cục Đo đạc và Bản đồ (2004) đoạn ở xã Mường Hum là sông Mường Hum, đoạn ở xã Bản Vược là sông Sinh Quyền. Tuy nhiên tên sông Sinh Quyền không thấy hiện trong các văn liệu trên mạng.